# Islamiska väckelsen
Den islamiska väckelsen är en paraplyterm för en politisk-religiös rörelse som syftar till en väckelse av islam, och som sedan 1970-talet har spelat en global roll och haft ett starkt samband med islamismen. Dess anhängare har kallats mujaddids.
Rörelsen går tillbaka på ett koncept i den muslimska historien kallad tajdid, som betecknar en återgång till islams fundamentala principer, och att forma samhället efter dessa principer, i enlighet med koranen och haditherna. Konceptet tajdid har spelat en viktig roll i den islamiska väckelsen. Den islamiska väckelserörelsen är en paraplyterm, då denna består av olika variationer med olika namn i olika länder. I Saudiarabien betecknas den till exempel som Sahwah, och har sin specifika karaktäristik. Rörelsen är dock global. 
Den moderna islamiska väckelserörelsen uppkom på 1970-talet efter en rad händelser. Sedan avkoloniseringen efter andra världskriget hade Mellanöstern präglats av sekulära modernistiska regimer under den så kallade arabnationalismen. Sexdagarskriget 1967 mellan Israel och Egypten hade diskrediterat det sekulära Egypten, som dittills varit Mellanösterns ledande kraft. Oljekrisen 1973 hade gjort Arabvärlden medveten om att den hade ekonomisk möjlighet att utöva påtryckningar på Väst, samtidigt som oljearbetare från Egypten hade rest för att arbeta till Gulfstaterna och sedan återvänt till Egypten med en mer konservativ version av islam. Det libanesiska inbördeskriget 1975-1990 mellan muslimer och kristna hade resulterat i en religiös sekterism som länge varit omodern i Mellanöstern. 
1979 inträffade sedan den Islamiska revolutionen, som avskaffade den sekulära regimen i Iran, som följdes av fundamentalisters ockupation av Stora Moskén i Mecka, som tvingade det saudiska kungahuset att sluta ett förbund med islamisterna, och som utgjorde två exempel på hur islam kunde fungera som en politisk ideologi. Alla dessa faktorer medverkade till en opinion i Mellanöstern om att den sekulära arabnationalismen hade misslyckats och att mellanöstern borde återvända till ett islamiskt levnadssätt genom att blanda politik och religion. Afghanistan invaderades samma år, 1979, av Sovjet för att hjälpa den kommunistiska regimen mot den islamistiska gerillan mujahedeen, och fundamentalister från flera muslimska länder anslöt sig till Afghansk-sovjetiska kriget. Det sekulära Egypten ersattes vid denna tid av det nu islamistiska Iran och Saudiarabien som dominerande stormakter. Den islamiska väckelserörelsen avslutade den sekulära epoken i Mellanöstern och resulterade i en tid av växande politisk islam.